# Moropus
Genre
Taxons de rang inférieur
- Moropus distans
- Moropus elatus
- Moropus hollandi - espèce type
- Moropus matthewi
- Moropus maximus
- Moropus merriami
- Moropus oregonensis
- Moropus senex

Moropus est un genre fossile de mammifères de la famille des Chalicotheriidae incluse dans l'ordre des Périssodactyles.
Ce sont de proches « cousins » des genres Chalicotherium et Ancylotherium. Ils vivaient en Amérique du Nord au Miocène de -23 à -13 Ma. Le nom signifie « pied lent » en grec car la morphologie de ses membres n'est pas adaptée à la course.

## Description

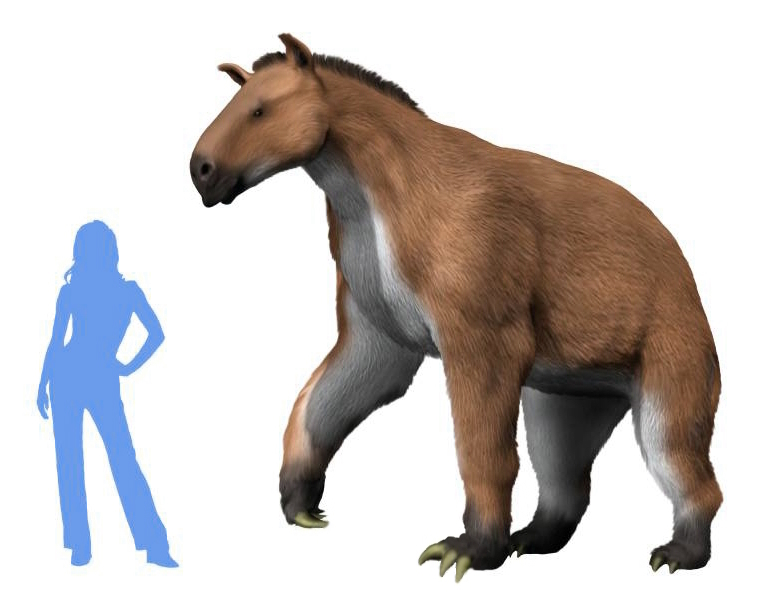
Comparaison de taille entre Moropus elatus et un humain.

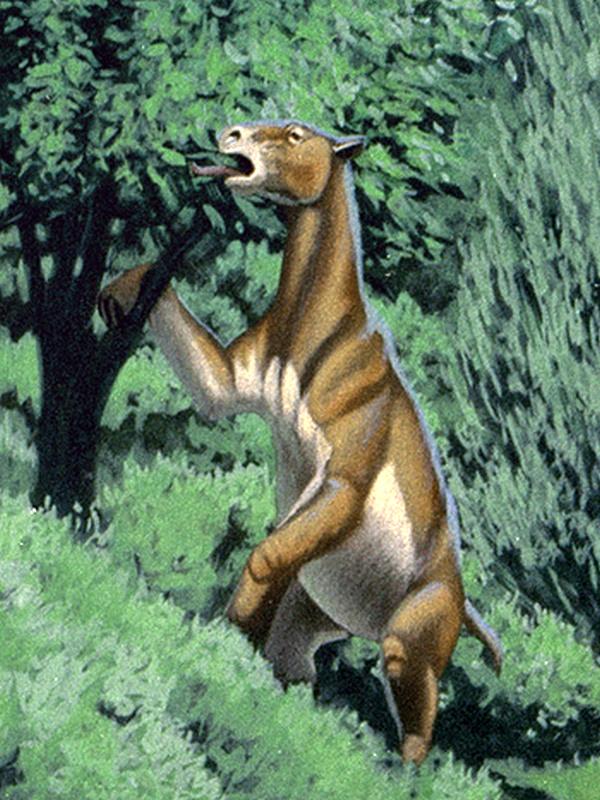
Autre restitution paléoartistique : Moropus oregonensis broutant du feuillage.

Moropus mesurait environ 2 m de haut et pesait environ 200 kg, soit la taille d'un gorille.

## Espèces
Selon Paleobiology Database, le genre comprend, en 2021, huit espèces :
- Moropus distans Marsh 1877,
- Moropus elatus Marsh 1877,
- Moropus hollandi espèce type Peterson 1913,
- Moropus matthewi Holland et Peterson 1913,
- Moropus maximus Holland et Peterson 1914,
- Moropus merriami Holland et Peterson 1913,
- Moropus oregonensis Leidy 1873,
- Moropus senex Marsh 1877.

### Espèce type
L'espèce-type du genre est Moropus hollandi Peterson 1913